# Titan (Amerikaans motorfietsmerk)
Titan is een merk van motorfietsen.
De producent is een Amerikaanse fabriek gevestigd in Phoenix (Arizona), Titan Motorcycle Co. of America, in 1994 opgericht door vader en zoon Frank en Patrick Keery, die motorfietsen bouwt die zeer sterk op Harleys lijken, hoewel de cilinderinhoud groter is, namelijk 1570 cc. De blokken komen van S&S. Titan heeft geen modellenlijn, de motoren worden helemaal naar wens van de klant gebouwd.